# スティーブ・フルタード
スティーブ・フルタード・ペレイラ（Steeve Furtado Pereira 、1994年11月22日 - ）は、フランス・クレイユ出身のプロサッカー選手。ブルガリア・ファーストリーグ・FC CSKA1948ソフィア所属。サッカーカーボベルデ代表。ポジションは、ディフェンダー（ライトバック）。カーボベルデ系フランス人。

## クラブ歴
USクレテイユ＝リュシタノで活躍した後、2017年6月25日にUSオルレアンに加入。7月28日、リーグ・ドゥのASナンシー戦でプロデビュー。3-1で勝利した。

## 代表歴
2020年10月1日にカーボベルデ代表に初招集されると、10月7日のアンドラとの親善試合でデビュー。試合は2-1で勝利した。